# فانامويسا (مقاطعة لانا فيرو)
فانامويسا (بالإنجليزية: Vanamõisa, Lääne-Viru County)‏ هي قرية تقع في إستونيا في Haljala Parish.